# ピナイサーラの滝

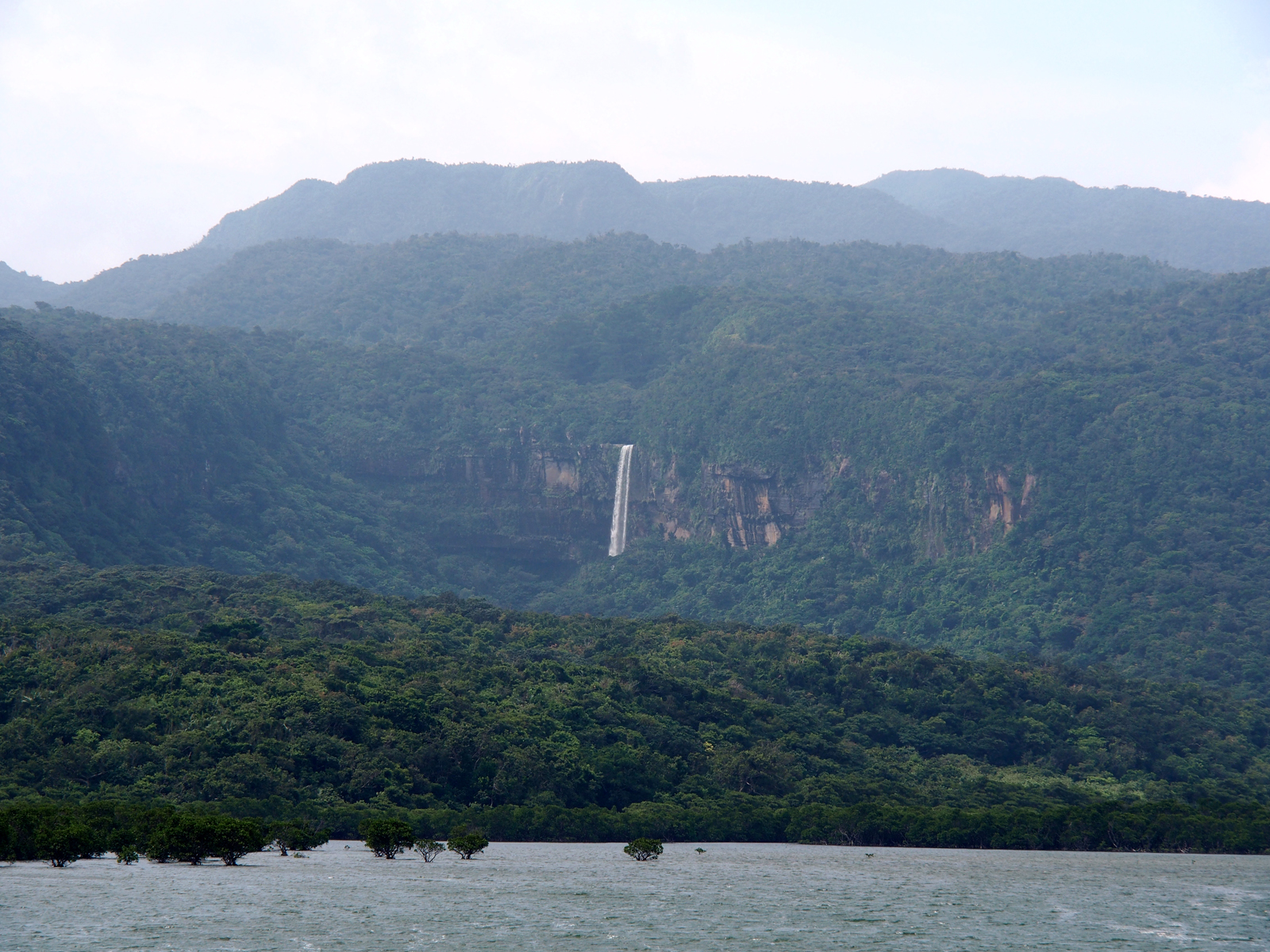
ピナイサーラの滝 遠景

ピナイサーラの滝（ピナイサーラのたき）は、沖縄県西表島にある滝。沖縄では珍しい、落差の大きな細い滝であり、落差は沖縄県で最も大きい。

## 地勢
西表島の北岸近くに位置するテドウ山（標高440m）の北麓にあり、この山から北に流れ下るヒナイ川の中程にあり、幅が200m以上もある垂直の断崖から流れ落ちる滝である。滝は細い二条に分かれる。滝の真下には巨大な岩が積み重なる。落差は55mで、これは沖縄県第1位である。

## 名前
ピナイサーラの名は、ピナイが「顎髭」、サーラが「下がったもの」を意味する。これはこの滝の様子が白いひげが垂れ下がっているように見えることによるとされる。

## 環境
滝を含む岸壁は裸出しているが、周囲は全体に亜熱帯性の森林に覆われる。船浦湾からこの滝に向かうコースでは、初めは内湾の干潟、その奥にオヒルギとヤエヤマヒルギを主体とするマングローブが広がり、マングローブ後背地に生育するサキシマスオウノキ（板根で有名）が観察できる。また、コースからは外れているが、この地域のマングローブにはニッパヤシ群落がある。

## アクセス
滝のある岸壁は海岸向きにあり、北海岸にある県道215号の船浦橋から遠望できる。ただし滝の下までの間には通常の道路はない。何らかの方法で船浦橋で区切られた内湾である船浦湾とその陸側を広く埋めるマングローブ林を通過する必要がある。干潮時であれば湾内が干潟として広く干出するため徒歩で全行程を通過することも可能である。他方、カヌーや遊覧ボートを含むツアーが設定されており、満潮時前後に湾の奥からヒナイ川河口域までマングローブ内の水路をそれらで移動し、そこから滝の下まで徒歩で向かうこともできる。係船地から滝の下までは徒歩約15分。さらに断崖を大きく巻いて登り、落ち口まで向かうコースもある。